# Application transposée
 (juillet 2022).
Si vous disposez d'ouvrages ou d'articles de référence ou si vous connaissez des sites web de qualité traitant du thème abordé ici, merci de compléter l'article en donnant les références utiles à sa vérifiabilité et en les liant à la section « Notes et références ».
Pour les articles homonymes, voir Transposée.
En mathématiques et plus précisément en algèbre linéaire, l'application transposée d'une application linéaire u : E → F entre deux espaces vectoriels est l'application tu : F* → E* entre leurs duals définie par :
ou encore, si {\displaystyle \langle \;,\ \rangle } est le crochet de dualité de E :
La forme linéaire résultante {\displaystyle ^{\operatorname {t} }\!u(\ell )\in E^{*}} est nommée application transposée de {\displaystyle \ell } le long de {\displaystyle u}.
Cette définition se généralise à des K-modules à droite sur un anneau (non nécessairement commutatif), en se souvenant que le dual d'un K-module à droite est un K-module à gauche, ou encore un module à droite sur l'anneau opposé Kop.

## Propriétés
- L'application tu ainsi associée à u est, comme elle, linéaire.
- L'application qui à une application linéaire associe sa transposée est appelée la transposition. C'est elle-même une application linéaire[2], de L(E, F) dans L(F*, E*).
- ker(tu) = (im u)⊥ (donc tu est injective si et seulement si u est surjective) et im(tu) = (ker u)⊥ (donc tu est surjective si et seulement si u est injective)[3].
- L'application de transposition est compatible avec la composition : si u est linéaire de E dans F et v linéaire de F dans G,{\displaystyle ^{\operatorname {t} }\!(v\circ u)={}^{\operatorname {t} }\!u\circ ^{\operatorname {t} }\!v.}(Notamment si u est un isomorphisme, alors l'inverse de la transposée de u est  égal à la transposée de l'inverse de u.)
- Pour toutes parties A de E et B de F, on a [u(A)]⊥ = (tu)−1(A⊥), et u(A) ⊂ B ⇒ tu(B⊥) ⊂ A⊥.
- Si E et F sont des espaces vectoriels de dimensions finies sur un corps commutatif[4], de bases respectives B et C, alors la matrice de la transposée de u, dans les bases duales C* et B*, est la transposée de la matrice de u dans les bases B et C :{\displaystyle \operatorname {mat} _{C^{*},B^{*}}(^{\operatorname {t} }\!u)={}^{\operatorname {t} }\!\operatorname {mat} _{B,C}(u).}En effet, si B = (e1, …, en) et C = (f1, …, fm), l'élément d'indices i,k de la matrice matC*,B*(tu) est 〈tu(fk*), ei〉 et l'élément d'indices k,i de la matrice matB,C(u) est 〈fk*, u(ei)〉.
- Compte tenu du fait que la matrice d'une composée est le produit des matrices, on retrouve, à partir des deux points précédents, la formule[4] t(AB) = tB.tA.

## Application transposée en général
La notion de transposée intervient de façon beaucoup plus générale. Si l'on dispose d'une application {\displaystyle f} entre deux ensembles :
{\displaystyle f:X\rightarrow Y}.
On en déduit pour tout ensemble {\displaystyle Z} une application {\displaystyle f^{*}} :
{\displaystyle f^{*}:\mathrm {Hom} _{Ensemble}(Y,Z)\rightarrow \mathrm {Hom} _{Ensemble}(X,Z)}
définie par {\displaystyle f^{*}(g)=g\circ f} où {\displaystyle \mathrm {Hom} _{Ensemble}(A,B)} désigne l'ensemble {\displaystyle B^{A}} des applications de {\displaystyle A} dans {\displaystyle B}.
Si {\displaystyle X}, {\displaystyle Y} et {\displaystyle Z} sont des groupes, on peut utiliser exactement la même définition pour construire 
{\displaystyle f^{*}:\mathrm {Hom} _{Groupe}(Y,Z)\rightarrow \mathrm {Hom} _{Groupe}(X,Z)}
où cette fois {\displaystyle \mathrm {Hom} _{Groupe}(A,B)} désigne l'ensemble des morphismes de groupes de {\displaystyle A} dans {\displaystyle B}.
On pourrait de même définir la transposée d'un morphisme d'anneaux, d'espaces topologiques, d'espaces vectoriels topologiques, etc.
Cette construction entre donc dans le cadre général de la théorie des catégories.
Si {\displaystyle {\mathfrak {C}}} est une catégorie {\displaystyle X}, {\displaystyle Y} sont des objets de {\displaystyle {\mathfrak {C}}} et {\displaystyle f} est un élément de {\displaystyle \mathrm {Hom} _{\mathfrak {C}}(X,Y)}. Alors pour tout objet {\displaystyle Z} de {\displaystyle {\mathfrak {C}}}, il existe une application {\displaystyle f^{*}} appelée transposée de {\displaystyle f} :
{\displaystyle f^{*}:\mathrm {Hom} _{\mathfrak {C}}(Y,Z)\rightarrow \mathrm {Hom} _{\mathfrak {C}}(X,Z)}.
C'est l'image {\displaystyle \mathrm {Hom} _{\mathfrak {C}}(f,Z)} de {\displaystyle f} par le foncteur Hom contravariant {\displaystyle \mathrm {Hom} _{\mathfrak {C}}(\cdot ,Z)} de {\displaystyle {\mathfrak {C}}} dans la catégorie {\displaystyle \mathrm {Ens} } des ensembles.